# Metaphrynella
Metaphrynella é um gênero de anfíbios da família Microhylidae.
As seguintes espécies são reconhecidas:
- Metaphrynella pollicaris (Boulenger, 1890)
- Metaphrynella sundana (Peters, 1867)